# Attilio Benfatto
Attilio Benfatto (* 11. März 1943 in Santa Maria di Sala, Venetien; † 5. April 2017 in Mirano, Venetien) war ein italienischer Radrennfahrer.

## Karriere
Attilio Benfatto wurde 1963 italienischer Meister der Amateure in der Mannschaftsverfolgung, im Jahr darauf wurde er mit dem italienischen Bahn-Vierer (Franco Testa, Vicenzo Mantovani und Carlo Rancati) bei den Bahn-Weltmeisterschaften in Paris Vize-Weltmeister hinter dem deutschen Vierer. 1966 startete der vielseitige Benfatto bei der Internationalen Friedensfahrt und gewann eine Teil-Etappe. Im selben Jahr belegte er mit dem italienischen Straßen-Vierer bei den UCI-Straßen-Weltmeisterschaften in Köln Platz drei im Mannschaftszeitfahren. Anschließend trat er zu den Profis über. Bei den UCI-Straßen-Weltmeisterschaften 1966 auf dem Nürburgring belegte er im Straßenrennen der Amateure den 45. Platz.
Während seiner Zeit als Profi bis 1977 startete Benfatto achtmal beim Giro d’Italia, 1969 und 1972 gewann er jeweils eine Etappe, ebenfalls achtmal bei Mailand–Sanremo sowie anderen Rundfahrten und Klassikern, größere Siege konnte er jedoch nicht erringen. Ab Beginn der 1970er Jahre kehrte Benfatto auf die Bahn zurück und fuhr Steherrennen. In dieser Disziplin wurde er von 1972 bis 1975 viermal in Folge italienischer Meister. Bei den UCI-Bahn-Weltmeisterschaften 1974 in Montreal wurde er Dritter bei den Steher-Profis.